# Emakimono

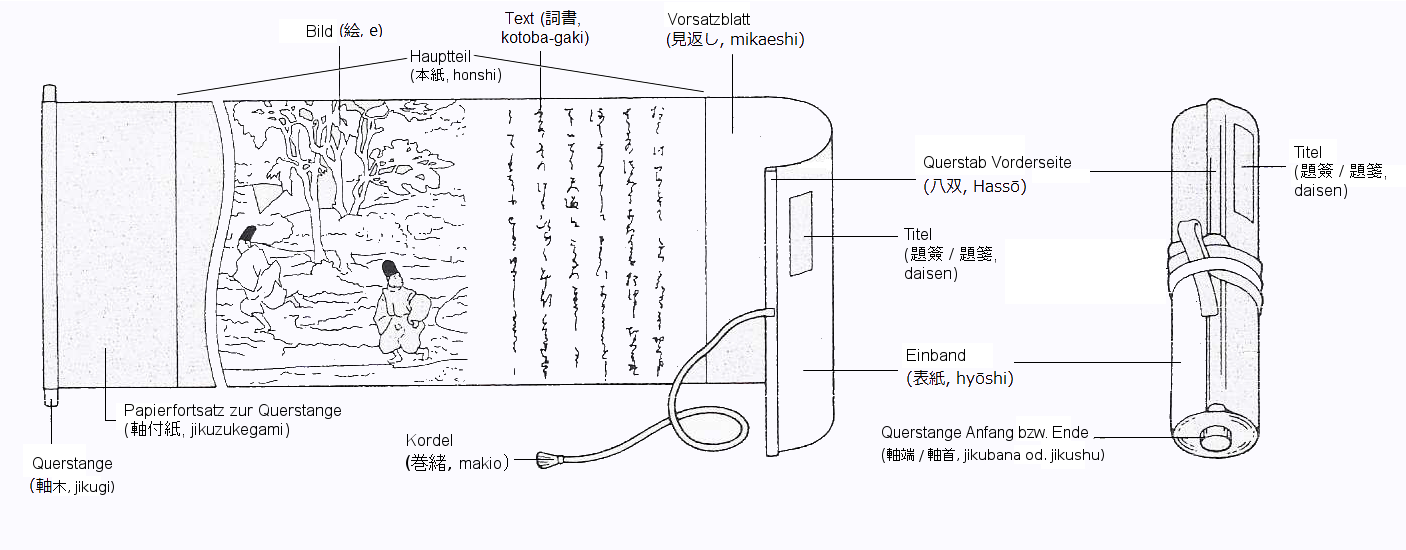
Schema und Aufbau einer Emaki-Rolle

Ein Emakimono (japanisch 絵巻物; „Bilderalbum mit Kurzgeschichten“), kurz Emaki (絵巻; „Bilderalbum“), ist eine Form von illustrierten Erzählungen in Japan, deren Ursprünge bis in die Heian-Zeit zurückreichen. Emakimono waren falt- oder wickelbare Bild- und Textrollen, bis sie mit Beginn der Meiji-Zeit von Heften und Büchern abgelöst wurden.

## Beschreibung
Japanische Emakimono wurden traditionell aus Japanpapier, Washi (和紙) genannt, gefertigt. Japanpapier wurde unter anderem vom Gampi-Baum (Daphne sikokiana) und vom Papiermaulbeerbaum (Broussonetia papyrifera) gewonnen. Teure und edle Emakimono bestanden aus einer speziellen, festen Seide. Die Farben, Iwa-enogu (岩絵具) genannt, wurden aus mineralischen Pigmenten gewonnen: Azurit für Blau, Cinnabarit für Rot und Orange, Realgar für Gelb, Malachit für Grün. Schwarze Tinte wurde aus Tusche, einer Mischung aus Ruß und Schellack, gewonnen. Besonders prachtvolle und kostbare Emakimono waren mit echtem Gold- und Silberstaub verziert. Der Papier- oder Seidenstreifen, auf dem die Bilder und Texte aufgetragen werden sollten, konnte unterschiedlich dick sein. Die richtige Dicke und Festigkeit des Schreib- und Zeichenmaterials, wie auch die Viskosität der Farben und Tinten, waren entscheidend für die Qualität des Emakimono. Es bestand nämlich das Risiko, dass zu dünne Farben vom Auftragungsmaterial aufgesogen wurden. Oder sie konnten austrocknen und später zu bröckeln anfangen, wenn sie zu dickflüssig waren und/oder zu dick aufgetragen wurden.
Bezüglich der Länge und Höhe der Bilderrolle waren kaum Grenzen gesetzt. Sie konnten so klein wie Handtücher sein, oder sie waren meterlang und konnten Wandbehängen gleichen. Die längsten erhaltenen Emakimono sind 20 m lang und 52 cm hoch. Um das Emakimono besser transportieren und verstauen zu können, wurden sie an hölzernen Wicklern aufgerollt und mit Schnüren oder schmalen Bändern zusammengehalten. Für besseren Schutz vor Witterung, unnötigen Berührungen und Erschütterungen wurden die Emakimono in Hülsen aus Seide gepackt.

## Geschichte und Einfluss

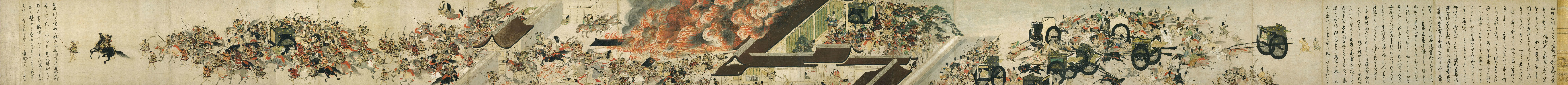
Beispiel einer vollständigen Emaki-Rolle, hier: das Heiji monogatari emaki (平治物語絵巻). Bei diesem Emaki befindet sich der Text (der von rechts nach links gelesen wird) jeweils nur am Anfang und am Ende des Emaki, um das Gemälde nicht zu stören.

Die Einführung von Emakimono reicht in die frühe Nara-Zeit im 8. Jahrhundert zurück. Bilderalben und Sutra waren im frühen China des 1. Jahrhunderts während der Zhou-Dynastie entwickelt worden. Sie verbreiteten sich rasch bis nach Korea und gelangten während der chinesischen Tang-Dynastie über regen Seehandel nach Japan. Dort wurden sie während der Nara-Zeit zunächst überwiegend durch fromme Priester, Mönche und Gelehrte verbreitet, was die Staatsreligionen Buddhismus und Konfuzianismus erheblich förderte (das eigentliche Hauptziel der Emakimono-Einführung). Gleichzeitig begeisterten und inspirierten sie Autoren und Künstler und ein regelrechter „Emakimono-Boom“ blühte auf. Den ersten Höhepunkt ihrer Blüte erfuhren Emakimono während der späten Heian-Zeit im 12. Jahrhundert, wo sie mehr und mehr auch für erzählerische Stoffe und legendenhafte Überlieferungen genutzt wurden. Kunstrichtungen wie Ukiyo-e, Yamato-e und Kyōka bedienten sich Emakimono, um ihrer bildlichen und erzählerischen Freiheit Ausdruck zu verleihen. So konnten Emakimono fast gänzlich auf Bilder und Zeichnungen beschränkt sein, sodass sie fast schon modernen Comicalben gleichen. Sie konnten aber auch reich beschriftet sein, sodass sich ganze Geschichten darauf wiedergeben ließen – egal ob religiöser, historischer, enzyklopädischer oder rein fiktiv-erzählerischer Natur. Chroniken, Gedichte, Landschaftsgemälde und Porträts wichtiger Persönlichkeiten gehörten zum breiten Repertoire der Darstellungen. Die Heian-Zeit gilt auch als die erste Blütezeit der japanischen Mythologie, als fiktive, übernatürliche Wesen wie Yōkai (妖怪; „Dämonen“) und Tsukumogami (付喪神; „Artefakt-Geister“) Einzug in den Volksglauben hielten. Auch die Abbildungen von Kami (神; „Gottheiten“) florierten. Einen weiteren Höhepunkt erlebten Emakimono während der Kamakura-Zeit im 14. Jahrhundert. Im späten 18. Jahrhundert, während der Edo-Zeit, ließ die Popularität der Emakimono rasch nach, bis sie während der Meiji-Zeit Mitte des 19. Jahrhunderts von Heften und Büchern verdrängt wurden, weil diese als handlicher und erschwinglicher galten. Die Industrialisierung des post-modernen Japans und der moderne Buchdruck förderten den Untergang der Emakimono.

## Bekannte Emakimono
- Das Nezame monogatari emaki (寝覚物語絵巻; dt. „Bilderrolle zur Erzählung Nezume“) ist das älteste erhaltene Emakimono und entstand während der Mitte der Heian-Zeit im 10. Jahrhundert. Illustriert wird die Erzählung Yoru no Nezame (夜の寝覚; „Schlaflos bei Mitternacht“), die zur gleichen Zeit verfasst wurde. In beiden Fällen sind Autor und Künstler unbekannt.[7]
- Das Heiji monogatari emaki (平治物語絵巻; dt. „Bilderrolle zur Erzählung über das Heiji-Ereignis“) entstand während der Kamakura-Zeit im 13. Jahrhundert und überliefert die Heiji-Rebellion 1159 bis 1160 zwischen den Taira und Minamoto.[8]
- Das Hijō jōbutsu emaki (非情成仏絵巻, dt. „Bilderrolle über das Erlangen der Buddhaschaft durch bewusstlose Lebewesen“) entstand während der Muromachi-Zeit im 15. Jahrhundert, der Künstler und Autor ist unbekannt. Es ist mit buddhistischen Versen versehen und bildet Yōkai und Tsukumogami ab.[9]
- Die Emakimono des Toriyama Sekien. Dieser Kyōka-Poet, Autor und Kunstlehrer des Ukiyo-e lebte und wirkte während der Edo-Zeit im 18. Jahrhundert und verfasste mehrere Bilderalben über Yōkai und Tsukumogami.[6]